# ソンジュン
ソンジュン （盛駿、1990年7月10日 - ）は、韓国ソウル特別市出身のモデル、俳優。身長187cm。特技：絵画、現代舞踊、彫塑。CHOIIエンターテインメント所属。

## 来歴
- 2011年 2011S/Sパリコレクション ウ・ヨンミ、Rynshu ファッションショーモデル／Beyond Closetコレクションモデルでデビュー
- 2012年8月、KJ-netとマネジメント契約を締結、日本公式サイトも開設
- 2012年10月、Zeppダイバーシティ東京で日本公式ファンクラブ設立を記念する初のファンミーティングを開催
- 2014年8月、新宿明治安田生命ホールで「ソンジュンFan Meeting in TOKYO season 3 ♡ソンジュンが必要♡」というタイトルのファンミーティングを開催
- 2015年8月、大阪で初のファンミーティングを開催予定
- 2018年12月18日、兵役の義務を果たすため、陸軍に入隊[2]

### 人物
- 姉が一人いる。
- モデル出身のキム・ウビン、ホン・ジョンヒョン、キム・ヨングァン、イ・スヒョクと仲が良い。

## 出演

### テレビドラマ
- 個人の趣向（2010年、MBC） - 男性モデル役
- ホワイトクリスマス（2011年、KBS） - ユン・ス役
- 私に嘘をついてみて（2011年、SBS） - ヒョン・サンヒ役
- 美男＜イケメン＞バンド～キミに届けるピュアビート（2012年、tvN） - クォン・ジヒョク役
- 湿地生態報告書（2012年、KBS） - チョ・ガン役
- わたしたち結婚できるかな？（2012年-2013年、JTBC） - ハ・ジョンフン役
- 九家の書～千年に一度の恋～（2013年、MBC） - コン役
- 抱きしめたい～ロマンスが必要～（2014年、tvN） - チュ・ワン／アレン・チュ役
- 恋愛の発見（2014年、KBS） - ナム・ハジン／アン・ジンス役
- ジキルとハイドに恋した私（2015年、SBS） - ユン・テジュ役
- 上流社会（2015年、SBS） - チェ・ジュンギ役
- カフェ・アントワーヌの秘密（2016年、JTBC） - チェ・スヒョン役
- 完璧な妻（2017年、KBS） - カン・ボング役
- 真夜中の管理人（2021年、WEB） - ジウ役
- 君のハートに魔法をかけろ（2021年、WEB） - チェ・ジウ役
- アイランド（2022年、TVING） - グンタク役[3]
- 愛だと言って（2023年、Disney+） - ユン・ジュン役[4]
- 熱血司祭2（2024年、Disney+） - キム・ホンシク役[5]

### 映画
- 顔と心と愛の関係（2009年） - 医師役
- 私は公務員だ（2012年） - ミンギ役
- 冥王星（2012年） - ユジン役
- 怖い話2（2013年）
- 悪女（2017年） - ヒョンス役

### MC
- Show! K MC（2011年）
- Miracle Korea（2013年）

### バラエティ
- OnStyle「スタイルログ」の「プレイボーイズ」コーナー（2013年）ゲスト出演

### OST
- Jaywalking(美男＜イケメン＞バンドOST)（2012年）
- Wake Up(美男＜イケメン＞バンドOST)（2012年）
- Today(美男＜イケメン＞バンドOST) （2012年）
- Words You Shouldn't Know(美男＜イケメン＞バンドOST)（2012年）
- Love Is Smiling(ロマンスが必要3OST)（2014年）

### 受賞歴
- 2013年　KBS演技大賞　短編ドラマ賞(湿地生態報告書)
- 2014年　第7回スタイル アイコン アウォーズ(Style Icon Awards 2014、SIA)ニューアイコン賞